# Beatriz H. C. Aicardi de Neuhaus
Beatriz H. C. Aicardi de Neuhaus, «Betty», (Argentina, 12 de gener de 1925) va ser una activista pels drets humans a l'Argentina, una de les dotze fundadores de l'Associació Àvies de Plaza de Mayo.

## Biografia
El 16 de març de 1976, vuit dies abans que s'instal·lés la dictadura militar autodenominada Procés de Reorganització Nacional (1976-1983) va ser segrestada-desapareguda la seva filla Beatriz Haydee Neuhaus de Martinis, que es trobava embarassada de quatre mesos, juntament amb el seu gendre, Juan Francisco Martinis.
Durant més d'un any els va buscar sola. Al començament de 1977 es va integrar al grup de mares i familiars que es van començar a reunir a la Plaça de Mayo de Buenos Aires, el grup que després va ser conegut com a Mares de Plaza de Mayo. A l'octubre de 1977 va rebre la invitació d'Alicia Zubasnabar de De la Cuadra, «Licha», també participant de les rondes de les Mares, per a formar un grup especial d'àvies buscant als seus néts desapareguts. Va ser una de les dotze dones fundadores d'Àvies de Plaza de Mayo. La seva néta o net continua desapareguda/t.
El seu marit, Axel Neuhaus, coronel de l'Exèrcit, va contribuir a buscar la seva filla i els seu net o neta, fins que es va suïcidar. La seva consogra, Clelia Rosa Rodríguez, també va formar part del grup de les Àvies de Plaza de Mayo.
Van morir sense haver trobat la seva filla o el seu net o néta.